# Eupithecia eynesata
Eupithecia eynesata är en fjärilsart som beskrevs av Graslin 1863. Eupithecia eynesata ingår i släktet Eupithecia och familjen mätare. Inga underarter finns listade i Catalogue of Life.